# Heinz Hummitzsch

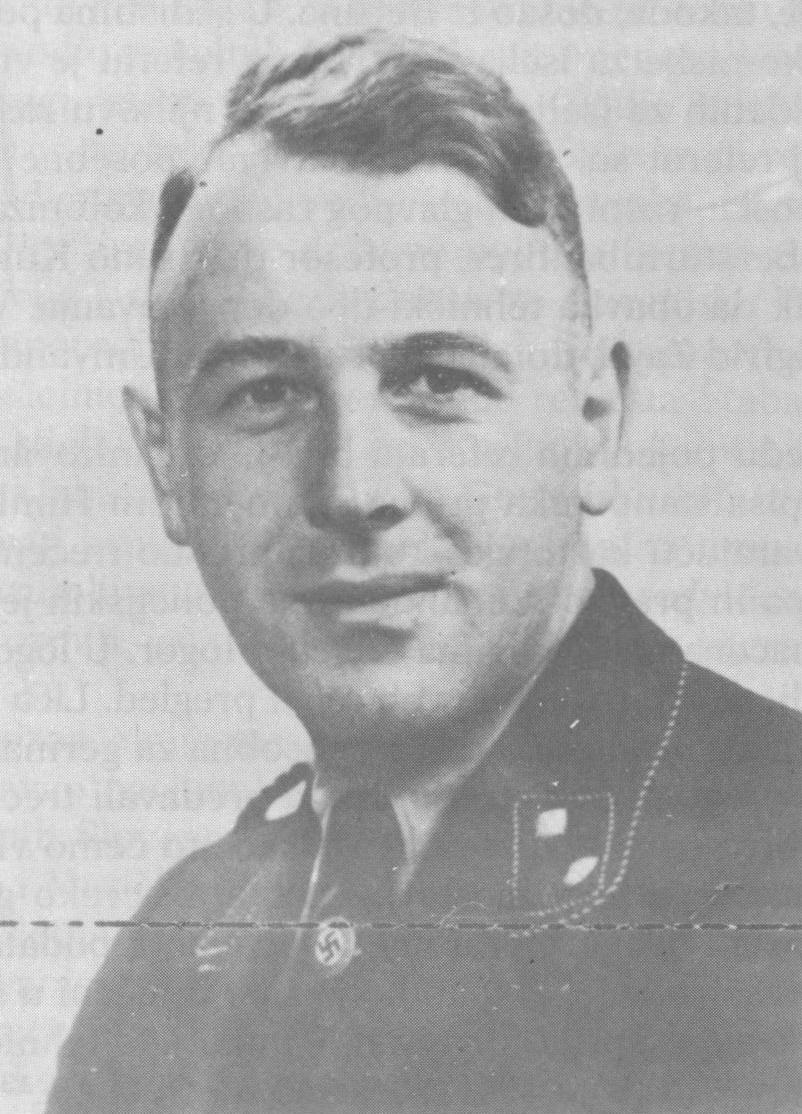
Heinz Hummitzsch (um 1945)

Heinz Hummitzsch (* 16. Februar 1910 in Herzberg (Elster); † 28. Juli 1975 in Frankfurt am Main) war ein deutscher SS-Sturmbannführer, im Stab der Einsatzgruppe IV in Polen, Leiter des Referates III B 1 (Volkstumsarbeit) im Amt III (SD-Inland) des Reichssicherheitshauptamtes (RSHA), 1944 SD-Führer in Dresden, nach dem Krieg praktischer Arzt in Ellingen und Bruchköbel.

## Herkunft und Studium
Heinz Hummitzsch war Sohn eines Bäckermeisters. In Leipzig und München studierte er Geschichte, Geographie und Deutsch. Schon in seiner Studienzeit interessierte er sich für „volksdeutsche und grenzlanddeutsche Aufgaben“ und unternahm Reisen ins Sudetenland.

## 1935 bis 1945
Entsprechend dieser Vorliebe wurde er zum Landdienstführer der Deutschen Studentenschaft bestellt. Schließlich wurde auch der Sicherheitsdienst des Reichsführers SS (SD) auf ihn aufmerksam, so dass Hummitzsch seit dem Frühjahr 1935 für ihn tätig wurde (SS-Nummer 272.399). Nach erfolgreicher Erledigung einiger Aufträge in der Tschechoslowakei wurde er Ende 1935 als Sachbearbeiter im Referat II/212 (Volkstum und Volkskunde) im Berliner SD-Hauptamt eingestellt. Am 29. Juni 1937 beantragte er die Aufnahme in die NSDAP und wurde rückwirkend zum 1. Mai desselben Jahres aufgenommen (Mitgliedsnummer 4.583.154). Für sicherheitspolizeiliche Aufgaben wurde Hummitzsch 1938 beim Anschluss des Sudetenlandes und 1939 bei der Besetzung der „Resttschechei“ eingesetzt.
Am Überfall auf Polen nahm Hummitzsch im Stab der Einsatzgruppe IV (Leiter SS-Brigadeführer Lothar Beutel) als „Fachmann für Minderheiten“ teil. Hier erwarb er auch das Vertrauen des SD-Führers der Einsatzgruppe Erich Ehrlinger, mit dem er als Referent für Volkstumsfragen zum Kommandeur der Sicherheitspolizei (KdS) nach Warschau ging.
Anfang Januar 1940 kam Hummitzsch ins Reichssicherheitshauptamt, wo er das Referat III B 1 (Volkstumsarbeit) im Amt III (Deutsche Lebensgebiete – SD-Inland) übernahm.
Im April 1941 wurde Hummitzsch als Chef des Stabes im Umsiedlungsstab des Kommandeurs der Sicherheitspolizei und des SD für die Untersteiermark nach Maribor abgestellt. Aufgabe dieses Umsiedlungsstabes war nach einer Anordnung vom 12. April 1941 (Az.: II A 1 (neu) Nr. 322/41-151-Sdb.), „alle im Bereich der Untersteiermark notwendig werdenden Umsiedlungen der Slowenen und – soweit rassisch und politisch erforderlich – auch der Windischen vorzubereiten und durchzuführen.“
Am 7. Februar 1942 nahm Hummitzsch als Vertreter von Standartenführer Hans Ehlich an einer Besprechung im Reichsministerium für die besetzten Ostgebiete (RMdfbO) teil, in der Fragen über die „Eindeutschung, insbesondere in den baltischen Ländern“ geklärt werden sollten. Der Verfasser des Berichts, Erhard Wetzel vom „Judenreferat“ im RMfdbO, merkte dabei an, dass Hummitzsch „obwohl er von der interessiertesten und stärksten Stelle der Dienststellen des Reichsführers SS kam – ich darf darauf hinweisen, daß der Generalplan Ost von dieser Stelle stammt – in der Sitzung überhaupt nicht das Wort ergriff“. Diskutiert wurde unter anderen darüber, „ob nicht durch die Industrialisierung des baltischen Raumes zweckmäßigerweise die rassisch unerwünschten Teile der Bevölkerung verschrottet werden könnten“. Die Teilnehmer dieser Sitzung kamen zu dem Schluss, „daß bezüglich der Frage des Ostlandes vorher eine genau Überprüfung der Bevölkerung zu erfolgen habe, die nicht als rassische Bestandsaufnahme firmiert werden dürfte, vielmehr als hygienische Untersuchung u. dgl. getarnt werden müsse, damit keine Unruhe in der Bevölkerung entstehe.“
Im September 1943 wurde Hummitzsch zum Befehlshaber der Sicherheitspolizei und des SD (BdS) nach Brüssel versetzt, um dort volkstumspolitische Fragen zur flämischen nationalistischen Organisation VNV (Vlaams Nationaal Verbond) zu klären. 1944 betreute er flämische und wallonische Kollaborateure und versuchte, sie vor der Rache ihrer Landsleute zu schützen.
Nach Teilnahme an der Ardennenoffensive im Winter 1944 übernahm Hummitzsch nach einer wenige Wochen währenden Zwischenstation im RSHA die Stelle eines SD-Führers in Dresden.

## Nach 1945
Nach Kriegsende legte sich Hummitzsch eine neue Identität zu und begann 1947 in Erlangen Medizin zu studieren. Nach Approbation und Promotion konnte er 1956 eine Praxis in Ellingen eröffnen. 1961 ließ er sich als praktischer Arzt in Bruchköbel nieder.
Ein Ermittlungsverfahren der Staatsanwaltschaft Kiel gegen Hummitzsch und andere Ende der 1960er Jahre wurde hinsichtlich Hummitzsch’ im Februar 1975 eingestellt.